# Primulina verecunda
Primulina verecunda là một loài thực vật có hoa trong họ Tai voi (Gesneriaceae). Loài này có ở Quảng Tây (Trung Quốc); được Trần Hoán Dong mô tả khoa học đầu tiên năm 1946 dưới danh pháp Didymocarpus verecundus. Năm 1981, Wen Tsai Wang chuyển nó sang chi Chirita với danh pháp Chirita verecunda. Năm 2011, Mich.Möller & A.Weber chuyển nó sang chi Primulina.